# Mercus-Garrabet
Mercus-Garrabet è un comune francese di 1 172 abitanti situato nel dipartimento dell'Ariège nella regione dell'Occitania.

## Società

### Evoluzione demografica
Abitanti censiti